# Diecezja Lages
Diecezja Lages (łac. Dioecesis Lagensis) – diecezja Kościoła rzymskokatolickiego w Brazylii. Należy do metropolii Chapecó, wchodzi w skład regionu kościelnego Sul IV. Została erygowana przez papieża Piusa XI bullą Inter praecipuas w dniu 17 stycznia 1927.

## Biskupi diecezjalni
- Daniel Henrique Hostin OFM (1929 – 1973)
- Honorato Piazera SCI (1973 – 1987)
- João Oneres Marchiori (1987 – 2009)
- Irineu Andreassa OFM (2009 – 2016)
- Guilherme Antônio Werlang MSF (od 2016)